# Navigare necesse est, vivere non est necesse
Navigare necesse est, vivere non est necesse лат. (изговор: навигаре нецесе ест, вивере нон ест нецесе). Пловити се мора, живјети није неопходно. (Помпеј)

## Поријекло изреке
По Плутарху ,  римски војсковођа и политичар Помпеј, изрекао морнарима када су оклевали да исплове  с бродовима који су превозили жито за Рим. (смјена другог и првог вијека прије наше ере)

## Тумачење
Пловидба је важнија од живота, управо, јер се понекад ,  захваљујући њој,  живот и наставља. Изрека је постала  гесло морнара свијета.